# Lhota (Jaroměřice nad Rokytnou)
Lhota je vesnice, součást města Jaroměřice nad Rokytnou v okrese Třebíč. Nachází se v Jevišovické pahorkatině, v katastrálním území Jaroměřice nad Rokytnou. Vsí prochází silnice II/152 (ulice Poděbradova). Lhota tvoří společně s blízkým Kobylím Trhem jedno z jižních předměstí Jaroměřic. Část její zástavby kolem zdi zámeckého parku byla zbořena, na jejím místě se nachází parkoviště.
Vesnice, zvaná též Frambíz, vznikla pravděpodobně ve 13. století během německé kolonizace, kdy Lichtenburkové nechali na Českomoravské vrchovině usazovat horníky ze Saska. Kolem roku 1303 věnovali Lichtenburkové Lhotu a Kobylí Trh nově vzniklému klášteru magdalenitek v Dalešicích. Konvent zde zřídil špitál s kostelem svaté Kateřiny. V letech 1668–1673 byla mezi Lhotou a Kobylím Trhem postavena loretánská kaple s ambity a svatými schody, vedle ní potom v letech 1675–1679 klášter servitů.
Lhota měla status osady Jaroměřic do 90. let 19. století, kdy ho ztratila.